# Domenico Pino
Domenico Pino   (Milà, 8 de setembre de 1760 - Cernobbio, 29 de març de 1826)  fou un militar llombard que serví com a general de divisió en la Grande Armée de Napoleó.

## Biografia
Va nàixer a Milà, en el si d'una família distingida. Va anar al col·legi a Como. S'enrolà a l'exèrcit del Ducat de Parma, on va arribar a capità de cavalleria. El 1796, durant la Guerra de la Primera Coalició s'uní a la Legió Llombarda, formada per Napoleó. Un mes després ja era coronel i un any més tard general de brigada.
El gener de 1802, Napoleó rebatejà la República Cisalpina com a República d'Itàlia i el general Pino esdevingué el seu Ministre de la Guerra el 1804, i va continuar essent-ho quan es convertí en el Regne d'Itàlia. Entre el setembre del 1808 i el 1810, Pino va ser destinat com a cap de la Segona Divisió Italiana del VII cos de l'exèrcit d'Espanya comandat per Laurent Gouvion Saint-Cyr. El 6 de novembre del 1808 la seva divisió junt amb la de Reille encetaren el setge de Roses. Un cop presa la vila, durant la seva marxa cap a Barcelona, derrotaren al general Redding en la batalla de Llinars.
El 1809 la divisió italiana fou destinada a Vic i poc després els italians prengueren part en diverses accions durant el setge de Girona. El general Pino fou l'encarregat de portar davant Napoleó les banderes preses als patriotes. El 1810, les seves tropes, comandades per un dels seus subordinats, el general de brigada Luigi Mazzuchelli, s'encarregaren d'encerclar Hostalric. Durant la seva estada a Catalunya va escriure les seves impressions sobre el país i la població. A les ordres d'Eugeni de Beauharnais, participà amb les tropes italianes a la campanya de Rússia del 1812. A la batalla de Maloyaroslavets, comandà la seva divisió, després d'aquesta batalla, Napoleó va decidir retirar-se de Rússia. Del 27.000 italians que hi començaren, tan sols tornaren 1.000.
El 1814, quan el nord d'Itàlia retornà a Àustria, l'emperador austríac oferí al general Pino el càrrec de mariscal de camp, però, el va refusar.
Es va retirar a Cernobbio, prop del llac de Como, on va morir el 1826.